# Europarlamentari della Francia della IV legislatura
Gli europarlamentari della Francia della IV legislatura, eletti in occasione delle elezioni europee del 1994, furono i seguenti.

## Composizione storica
| Europarlamentare             | Lista                                   | Gruppo |
| ---------------------------- | --------------------------------------- | ------ |
| Gérard d'Aboville            | UDF-RPR (RPR)                           | ADE    |
| Sylviane Ainardi             | Partito Comunista Francese              | GUE    |
| Blaise Aldo                  | UDF-RPR (RPR)                           | ADE    |
| Bernard Antony               | Fronte Nazionale                        | NI     |
| Jean Baggioni                | UDF-RPR (RPR)                           | ADE    |
| Dominique Baudis             | UDF-RPR (UDF/CDS)                       | PPE    |
| Jean-Pierre Bazin            | UDF-RPR (RPR)                           | ADE    |
| Jean-Pierre Bebear           | UDF-RPR (UDF/PR)                        | PPE    |
| Pervenche Berès              | Partito Socialista                      | PSE    |
| Pierre Bernard-Reymond       | UDF-RPR (UDF/CDS)                       | PPE    |
| Antoine-François Bernardini  | Partito Socialista                      | PSE    |
| Georges Berthu               | Maggioranza per l'Altra Europa          | EN     |
| Yvan M. Blot                 | Fronte Nazionale                        | NI     |
| Jean-Louis Bourlanges        | UDF-RPR (UDF)                           | PPE    |
| Frédérique Bredin            | Partito Socialista                      | PSE    |
| Georges de Brémond d'Ars     | UDF-RPR (UDF/CPR)                       | PPE    |
| Christian E.A. Cabrol        | UDF-RPR (RPR)                           | ADE    |
| Hélène Carrère d'Encausse    | UDF-RPR (RPR)                           | ADE    |
| Bernard Castagnède           | Energia Radicale                        | ARE    |
| Gérard Caudron               | Partito Socialista                      | PSE    |
| Raymond Chesa                | UDF-RPR (RPR)                           | ADE    |
| Jean-Pierre Cot              | Partito Socialista                      | PSE    |
| Danielle Darras              | Partito Socialista                      | PSE    |
| Michel J.M. Dary             | Energia Radicale                        | ARE    |
| Francis Decourrière          | UDF-RPR (UDF/PSD)                       | PPE    |
| Mireille Conception Domenech | Partito Comunista Francese              | GUE    |
| Jacques Donnay               | UDF-RPR (RPR)                           | ADE    |
| Hervé Fabre-Aubrespy         | Maggioranza per l'Altra Europa          | EN     |
| Nicole Fontaine              | UDF-RPR (UDF/CDS)                       | PPE    |
| Antoinette Fouque            | Energia Radicale                        | ARE    |
| Yves A.R. Galland            | UDF-RPR (UDF/RAD)                       | ELDR   |
| Charles De Gaulle            | Maggioranza per l'Altra Europa          | EN     |
| Jimmy Goldsmith              | Maggioranza per l'Altra Europa          | EN     |
| Bruno Gollnisch              | Fronte Nazionale                        | NI     |
| Françoise Grossetête         | UDF-RPR (UDF/PR)                        | PPE    |
| Élisabeth Guigou             | Partito Socialista                      | PSE    |
| Armelle Guinebertière        | UDF-RPR (RPR)                           | ADE    |
| Marie-Thérèse Hermange       | UDF-RPR (RPR)                           | ADE    |
| Robert E.V. Hersant          | UDF-RPR (UDF/CPR)                       | PPE    |
| Philippe A.R. Herzog         | Partito Comunista Francese              | GUE    |
| Jean-François Hory           | Energia Radicale                        | ARE    |
| Christian Jacob              | UDF-RPR (RPR)                           | ADE    |
| Thierry B. Jean-Pierre       | Maggioranza per l'Altra Europa          | EN     |
| Bernard Kouchner             | Partito Socialista                      | PSE    |
| André Laignel                | Partito Socialista                      | PSE    |
| Catherine Lalumière          | Energia Radicale                        | ARE    |
| Carl Lang                    | Fronte Nazionale                        | NI     |
| Jack M.E. Lang               | Partito Socialista                      | PSE    |
| Jean-Marie Le Chevallier     | Fronte Nazionale                        | NI     |
| Jean-Yves R.R. Le Gallou     | Fronte Nazionale                        | NI     |
| Jean-Marie Le Pen            | Fronte Nazionale                        | NI     |
| Odile Leperre-Verrier        | Energia Radicale                        | ARE    |
| Fernand Le Rachinel          | Fronte Nazionale                        | NI     |
| Michèle Lindeperg            | Partito Socialista                      | PSE    |
| Noël Mamère                  | Energia Radicale                        | ARE    |
| Philippe-Armand Martin       | Maggioranza per l'Altra Europa          | EN     |
| Jean-Claude Martinez         | Fronte Nazionale                        | NI     |
| Bruno Mégret                 | Fronte Nazionale                        | NI     |
| Gisèle M.H. Moreau           | Partito Comunista Francese              | GUE    |
| Pierre Moscovici             | Partito Socialista                      | PSE    |
| Christine Mustin-Mayer       | Energia Radicale                        | ARE    |
| Aline Pailler                | Partito Comunista Francese              | GUE    |
| Jean-Claude Pasty            | UDF-RPR (RPR)                           | ADE    |
| Nicole Péry                  | Partito Socialista                      | PSE    |
| René-Emile Piquet            | Partito Comunista Francese              | GUE    |
| Edouard C.M.P. Des Places    | Maggioranza per l'Altra Europa (RPR)    | EN     |
| Anne Christine Poisson       | Maggioranza per l'Altra Europa          | EN     |
| Alain Pompidou               | UDF-RPR (RPR)                           | ADE    |
| Pierre Pradier               | Energia Radicale                        | ARE    |
| Jean-Pierre Raffarin         | UDF-RPR (UDF/PR)                        | PPE    |
| Michel Rocard                | Partito Socialista                      | PSE    |
| Marie-France De Rose         | Maggioranza per l'Altra Europa          | EN     |
| André Sainjon                | Energia Radicale                        | ARE    |
| Dominique Saint-Pierre       | Energia Radicale                        | ARE    |
| Anne-Marie Schaffner         | UDF-RPR (RPR)                           | ADE    |
| Françoise Seillier           | Maggioranza per l'Altra Europa          | EN     |
| Dominique F.C. Souchet       | Maggioranza per l'Altra Europa          | EN     |
| André Soulier                | UDF-RPR (UDF/PR)                        | PPE    |
| Bernard Stasi                | UDF-RPR (UDF/CDS)                       | PPE    |
| Marie-France Stirbois        | Fronte Nazionale                        | NI     |
| Frédéric Striby              | Maggioranza per l'Altra Europa          | EN     |
| Bernard R. Tapie             | Energia Radicale                        | ARE    |
| Christiane Taubira-Delannon  | Energia Radicale                        | ARE    |
| Catherine Trautmann          | Partito Socialista                      | PSE    |
| Yves Verwaerde               | UDF-RPR (UDF/PR)                        | PPE    |
| Philippe de Villiers         | Maggioranza per l'Altra Europa (UDF/PR) | EN     |
| Francis Wurtz                | Partito Comunista Francese              | GUE    |

## Modifiche intervenute

### Lista UDF-RPR
- In data 19.05.1995 a Yves A.R. Galland subentra Jean-Thomas Nordmann (UDF/RAD).
- In data 19.05.1995 a Jean-Pierre Raffarin subentra Jean-Antoine Giansily (CNI).
- In data 22.04.1996 a Robert Hersant subentra André Fourçans (UDF).
- In data 02.09.1997 a Christian Jacob subentra Pierre Lataillade (RPR).
- In data 03.10.1997 a Dominique Baudis subentra Roger Karoutchi (RPR), a seguito della rinuncia di Michel Debatisse.
- In data 25.04.1998 a Bernard Stasi subentra Bernard Lehideux (UDF/DL).

### Partito Socialista
- In data 20.07.1996 a Frédérique Bredin subentra Marie-Arlette Carlotti.
- In data 06.06.1997 a Catherine Trautmann subentra Georges Garot.
- In data 06.06.1997 a Bernard Kouchner subentra Marie-Noëlle Lienemann.
- In data 06.06.1997 a Pierre Moscovici subentra Olivier Duhamel.
- In data 06.06.1997 a Élisabeth Guigou subentra Jean-Louis Cottigny.
- In data 17.07.1997 a Nicole Péry subentra Marie-José Denys.
- In data 02.08.1997 a Jack Lang subentra Henri Weber, al quale, in data 18.09.1997, subentra Marie-Thérèse Mutin.

### Maggioranza per l'Altra Europa
- In data 17.06.1997 a Philippe de Villiers subentra Éric Pinel.
- In data 20.07.1997 a Jimmy Goldsmith subentra Stéphane Buffetaut.

### Energia Radicale
- In data 05.02.1997 a Bernard Tapie subentra Michel-Ange Scarbonchi.
- In data 13.08.1997 a Noël Mamère subentra Henri de Lassus Saint-Geniès.

### Partito Comunista Francese
- In data 01.05.1997 a René Piquet subentra Jean Querbes.